# گوتیکا
گوتیکا (به انگلیسی: Gothika) یک فیلم ترسناک آمریکایی محصول سال ۲۰۰۳ به کارگردانی متیو کاسوویتس، نویسندگی سباستین گوتیه‌رس، و تهیه‌کنندگی مشترک جوئل سیلور و رابرت زمکیس است. این فیلم با بازی هلی بری در کنار رابرت داونی جونیور، پنه‌لوپه کروز، چارلز اس. داتون، جان کارول لینچ و برنارد هیل ساخته شده است. داستان فیلم دربارهٔ روان‌پزشکی است که خود را در زندانی که در آن کار می‌کند، محبوس می‌یابد، در حالی که به قتل وحشیانه همسرش متهم شده است.
در داستان این فیلم، روان‌پزشک میراندا گری (هلی بری) درگیر پرونده عجیبی شده است. این پرونده در پیرامون دختری جوان به نام ساوا (با بازی پنه‌لوپه کروز) است که ادعا می‌کند شیطان در زندان، به وی تجاوز کرده است.
این فیلم چهارمین پروژه شرکت تولیدی دارک کسل انترتینمنت پس از فیلم کشتی ارواح در سال ۲۰۰۲ بود. گوتیکا همچنین دومین فیلم این شرکت بود که به‌طور مشترک توسط برادران وارنر و کلمبیا پیکچرز توزیع شد؛ اولین فیلم در این همکاری سیزده روح بود. همچنین، گوتیکا نخستین فیلم دارک کسل بود که در نقش‌های اصلی خود از بازیگران سرشناسی بهره برد.
فیلم گوتیکا در بهار ۲۰۰۳ در مونترآل، استان کبک فیلم‌برداری شد. این فیلم در ایالات متحده در تاریخ ۲۱ نوامبر ۲۰۰۳، یعنی جمعه پیش از روز شکرگزاری، اکران شد. گوتیکا در مجموع ۱۴۱٫۶ میلیون دلار در سطح بین‌المللی فروش داشت، اما نقدهای عمدتاً منفی از سوی منتقدان دریافت کرد.

## داستان
دکتر میراندا گری، روان‌پزشک زندان وودوارد در ناحیه روستایی غرب کنتیکت، شبی هنگام رانندگی در یک جاده روستایی برای جلوگیری از برخورد با یک زن جوان، کنترل خودرو را از دست داده و تصادف می‌کند. وقتی به هوش می‌آید، خود را در بخش زنان زندان، همان جایی که کار می‌کند، می‌یابد؛ اما این بار به‌عنوان یک زندانی که تحت درمان همکارش، دکتر پیت گراهام، قرار دارد. پیت به او می‌گوید که همسرش، داگلاس، قربانی یک قتل وحشیانه با تبر شده و میراندا تنها مظنون این جنایت است.
در حالی که میراندا تلاش می‌کند با زندگی در زندان کنار بیاید، دچار توهماتی دربارهٔ همان زن جوانی می‌شود که شب تصادف دیده بود. او حتی مورد حمله شبح آن زن قرار می‌گیرد. آن زن جمله «تنها نیستی» را روی بازوی میراندا حک می‌کند، اما کارکنان بیمارستان تصور می‌کنند که او خودش را زخمی کرده است.
میراندا با یکی از هم‌بندی‌هایش، کلویی ساوا، که پیش از این در زندان درمانش می‌کرد، ارتباط نزدیکی پیدا می‌کند. یک شب، او شاهد تجاوز به کلویی است و خال‌کوبی‌ای از یک «آنیما سولا» را روی سینه مهاجم می‌بیند، اما نگهبانان حرف او را باور نمی‌کنند. با گذشت زمان، حافظه‌اش دربارهٔ تصادف کم‌کم بازمی‌گردد و متوجه می‌شود که زن ناشناس همان ریچل، دختر رئیسش، دکتر فیل پارسونز است که چند سال قبل ظاهراً خودکشی کرده بود.
نیمه‌شبی، میراندا مورد حمله روح ریچل قرار می‌گیرد و موفق می‌شود از بیمارستان فرار کند. او به خانه‌اش بازمی‌گردد و صحنه جرم را مشاهده می‌کند. این اتفاق خاطرات واضحی را در ذهنش زنده می‌کند که نشان می‌دهند خود او مرتکب قتل داگلاس شده است.
میراندا به مزرعه روستایی داگلاس در رود آیلند می‌رود، به این امید که سرنخ‌هایی پیدا کند. در زیرزمین انبار، او یک تشک خون‌آلود، همراه با داروهای آرام‌بخش، وسایل بستن دست و پا، و تجهیزات فیلم‌برداری پیدا می‌کند. یکی از نوارها نشان می‌دهد که داگلاس یک فیلم اسناف ضبط کرده است؛ در این ویدئو، او در حال تجاوز، شکنجه و قتل یک زن جوان دیده می‌شود. پلیس از راه می‌رسد، میراندا را دستگیر می‌کند و یکی از قربانیان داگلاس، تریسی سیور، را که هنوز زنده است، در انبار می‌یابد. میراندا درمی‌یابد که روح ریچل او را تسخیر کرده تا انتقام قتل خودش را که به دست داگلاس انجام شده بود، بگیرد.
در زندان شهرستان، میراندا با کلانتر باب رایان، بهترین دوست داگلاس، صحبت می‌کند و باورش را مطرح می‌کند که خودکشی ریچل صحنه‌سازی شده و فرد دومی نیز در این جنایت دست داشته است. او با استفاده از تخصص روان‌شناختی خود، یک پروفایل روان‌شناختی از این فرد دوم ایجاد می‌کند و متوجه می‌شود که خود رایان است. رایان تلاش می‌کند با تزریق یک داروی آرام‌بخش او را بیهوش کند، اما در جریان درگیری، میراندا پیراهن او را پاره می‌کند و خال‌کوبی آنیما سولا را روی سینه‌اش می‌بیند. او سرنگ را به سمت رایان برمی‌گرداند و فرار می‌کند.
رایان که تحت تأثیر دارو قرار گرفته، میراندا را تعقیب می‌کند و به او می‌گوید که ریچل نخستین قربانی آن‌ها بوده است و او و داگلاس با همکاری یکدیگر زنان محلی را ربوده، به آن‌ها تجاوز کرده و آن‌ها را به قتل می‌رساندند. در این لحظه، روح ریچل ظاهر می‌شود و رایان به سمت او شلیک می‌کند، اما این باعث یک انفجار می‌شود که خودش را در آتش فرو می‌برد. میراندا به رایان که در حال سوختن است شلیک کرده و او را می‌کشد. لحظاتی بعد، پیت از راه می‌رسد و او را نجات می‌دهد؛ او حالا حقیقت را فهمیده است.
یک سال بعد، میراندا که اکنون آزاد شده، همراه با کلویی، که او نیز از زندان آزاد شده، در پیاده‌روی شهری قدم می‌زند. پس از خداحافظی با کلویی، میراندا پسر جوانی را در خیابان می‌بیند که در آستانه برخورد با یک ماشین آتش‌نشانی است. اما ماشین از درون او عبور می‌کند و میراندا متوجه می‌شود که او تنها یک روح است، بدون آنکه پوستر «گمشده» پسر را که در آن نزدیکی است، ببیند.

## بازیگران
- هلی بری - دکتر میراندا گری
- رابرت داونی جونیور - دکتر پیت گراهام
- چارلز اس. داتون دکتر داگلاس گری
- جان کارول لینچ - کلانتر رایان
- پنه‌لوپه کروز خلوی ساوا
- برنارد هیل - فیل پارسونز

## فیلمبرداری
هلی بری در صحنه بازجویی در بیمارستان با رابرت داونی جونیور بازوی خود را شکست. قرار بود داونی بازوی خود و لحظه پیچ خوردن آن را مهار کند، اما بازوی او خیلی سخت پیچید و دچار شکستگی شد به همین منظور فیلمبرداری به مدت هشت هفته متوقف شد.

## نقش‌ها
رابرت داونی جونیور و جان کارول لینچ در فیلم زودیاک محصول سال ۲۰۰۷ ظاهر شدند.

## عنوان فیلم
عنوان فیلم، (همچنین می‌تواند به صورت «گوتیایی» نیز تلفظ شود)، اصطلاحی غیررسمی است که برای توصیف شکلی از ذهن به کار می‌رود که ذهن در حالتی «رنج پذیر» و «خودآزارده» قرار دارد؛ وضعیتی که در آن شخص چیزهایی را می‌بیند و احساس می‌کند که هیچ‌کس دیگری آن را انجام نمی‌دهد و آنها به سادگی با دنیای ماوراء طبیعه ارتباط دارند.

## فیلمنامه
صحنه ای که در استخر اتفاق افتاد فیلمنامه‌نویسی نشده بود، اما به عنوان سکانس تعلیق، توسط کارگردان ماتیو کاسوویتز اضافه شد.

## واقعیت فیلم
خال کوبی «آنیما سولا» یا روان تنها، یک تصویر قرون وسطایی است که یک روح، غالباً یک زن را به تصویر می‌کشد، که در شعله‌های آتش در حال رنج بردن است. بازوهای او که زنجیرهای شکسته را از آن آویزان کرده‌اند، به سمت بهشت برداشته می‌شود، و این نشان می‌دهد که رنج او به پایان رسیده است و او در حال طلوع به بهشت است و بیشتر در فرهنگ‌های کاتولیک دیده می‌شود.

## گاف‌های فیلم
- طول موهای میراندا برای مدت زمان سه هفته از طرح اصلی فیلم خیلی تغییر می‌کند و این غیرطبیعی است.
- هنگامی که کلانتر رایان برای مصاحبه با میراندا گری می‌آید، محل قرارگیری بانداژ روی بازوی او از پشت بازو به ساعد و دوباره به عقب بازمی‌گردد.
- در پایان فیلم، قرار است آنها در شهر نیویورک باشند. با این حال، وقتی کلوئه وارد کابین می‌شود، می‌توانید علامت (بخشی از آتش‌سوزی شده) تیم هورتون را در پس زمینه مشاهده کنید. تیم هورتون یک کافی شاپ کانادایی است که در نیویورک یافت نمی‌شود. با این حال، در سالهای پس از ساخت این فیلم، تیم هورتون مغازه‌هایی را در نیویورک افتتاح کرد.[۹]